# エディプスコンプレックス
エディプスコンプレックス（ドイツ語: Ödipuskomplex，英語: Oedipus complex）は、ジークムント・フロイトが提示した概念で、母親を手に入れようと思い、また父親に対して強い対抗心を抱くという、幼児期においておこる現実の状況に対するアンビバレントな心理の抑圧のことをいう。男根期に生じ始める無意識的葛藤として提示された。日本では訳語としてエディプス複合と呼ばれることもある。フロイト派では男女ともに適用される用語であり、心的発達の重要な転換点として、また神経症の発症段階として注目されている。

## 概要

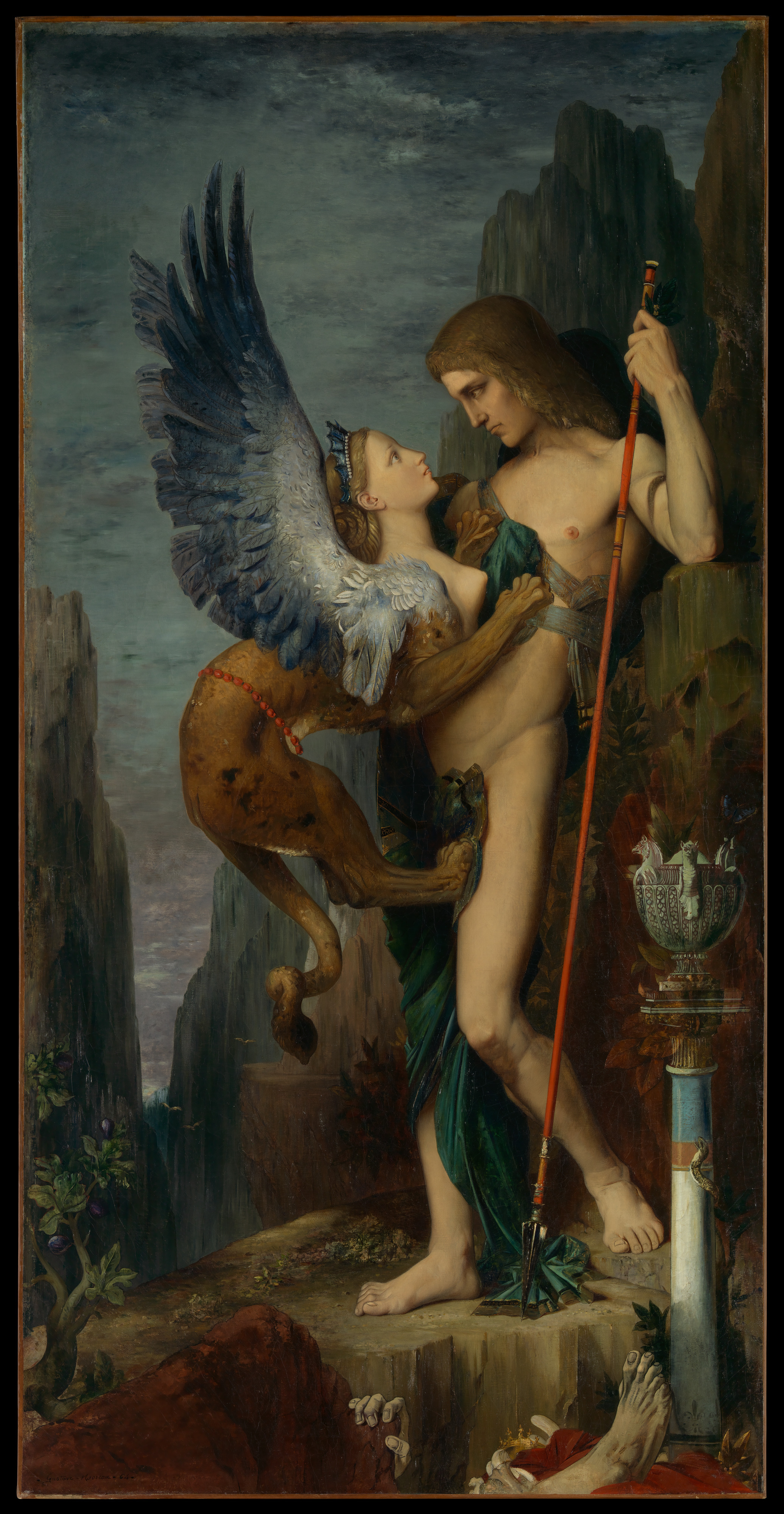
ギュスターヴ・モローによるスフィンクスとオイディプス

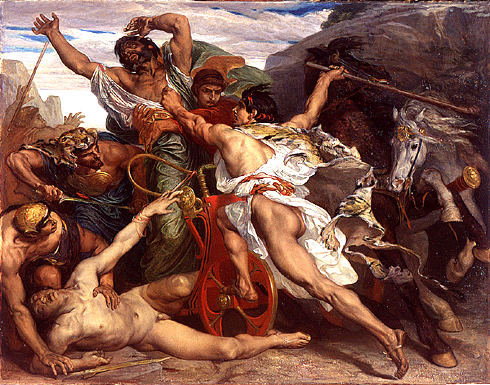
父と知らずライオス王を殺害するオイディプス。ジョゼフ・ブラン、1867年

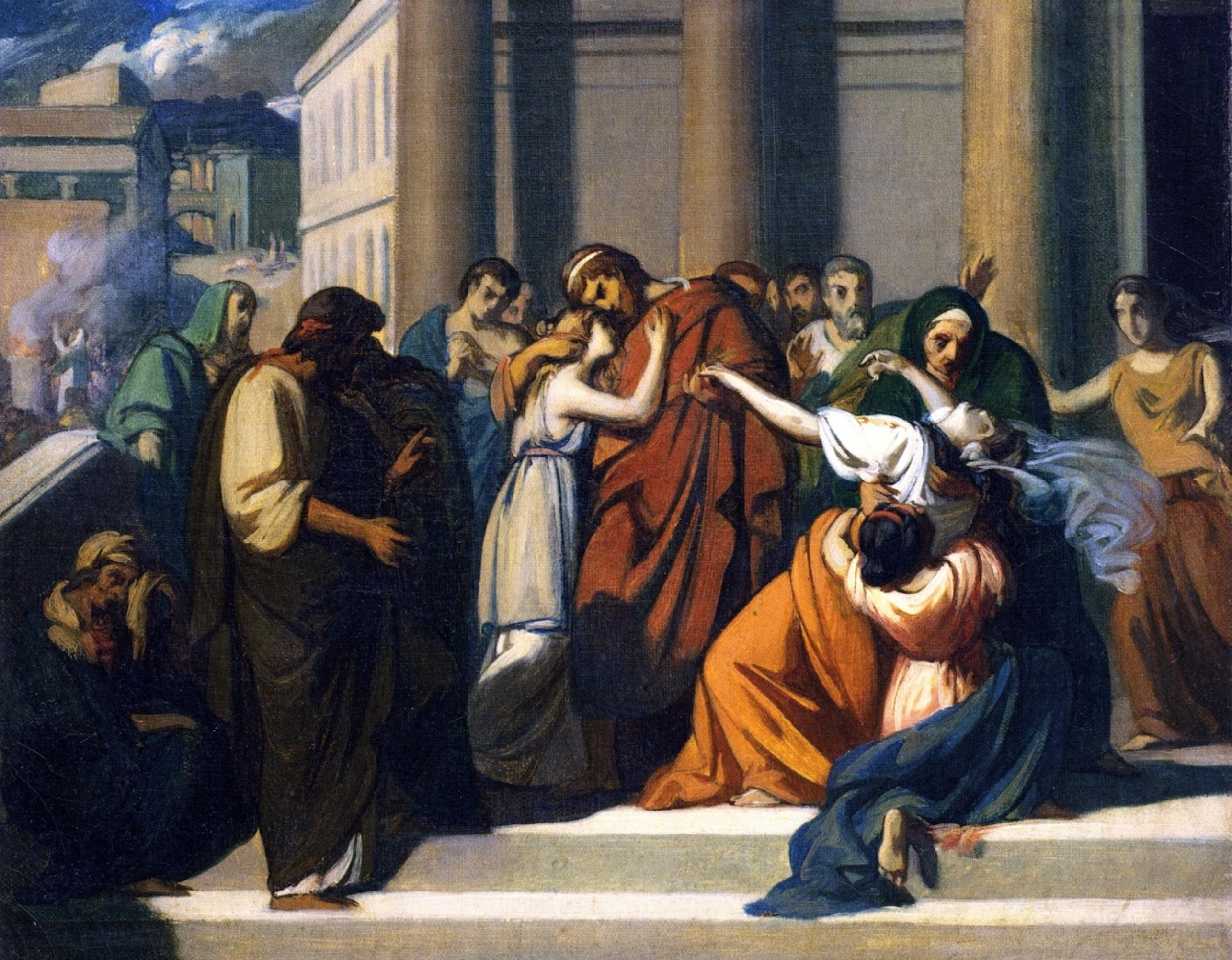
母であり妻であるイオカステと別れるオイディプス。アレクサンドル・カバネル、1843年

フロイトは、この心理状況の中にみられる母親に対する近親相姦的欲望をギリシア悲劇の一つ『オイディプース』（エディプス王）になぞらえ、エディプスコンプレックスと呼んだ（『オイディプス』は知らなかったとはいえ、父王を殺し自分の母親と結婚（親子婚）したという物語である）。

## 男児のエディプスコンプレックス
フロイトは母親と幼児の関係は授乳等の関係において性的な意味合いを帯びると考えた。まず子供は母親を手に入れ、父親のような位置に付こうとする。男児においては母親が異性であり、ゆえに愛情対象である。子供は父親のような男性になろうとして（同一化）強くなろうとする。子供はじきに父親を排除したいと思う。しかし父親は子供にとって絶対的な存在であるので、そのうち父親の怖さに気付く。最初は漠然とした不安や憎しみしか抱いてないが、子供が実際に母親ばかりにくっついていると、父親は「お前のペニスを切り取るぞ」と脅すのだという。
ただしこの言葉は実際に言われるとは限らず、大抵の子供はこの脅しを無意識的な去勢不安として感じるようになる。こうして子供はジレンマに陥る。母親を求めれば「去勢される」し、父親の元に跪いて父親に愛される母親の立場に収まるのならば、子供は「去勢されている」と感じるのであり、どちらにしろペニスを保持するための葛藤にさいなまれるのである。
この際に子供は自分のペニスを保持するために、近親相姦をする欲求を諦め、また父親と対立することも諦めて、両親とは別の方向へ歩き出す。こうしてエディプスコンプレックスは克服されて、子供はペニスを保持しながらも社会に飛び立つ。その後の時期は潜伏期と呼ばれ、幼児的な欲求（性的な欲求）を無意識下に抑圧して、ほとんど表出しなくなるのである。

### 心的構造の形成
エディプスコンプレックスでは二つの側面が生じる。子供は最終的にこの葛藤から逃れるために両親を捨てるのであるが、子供は父親と対立するために「同一化」していた強い男性的側面と、父親から「やってはいけない」と言われた禁止事例を、超自我として形成するのである。それは良心や倫理感や理想として保持され、潜伏期以後の子供の行動を統制するようになる。
またエディプスコンプレックスの葛藤を克服すると、子供は近親相姦的願望やそれに付随しているリビドー、それに去勢不安や父親への攻撃心などを無意識に抑圧する。これらの欲望はエディプスコンプレックスが生じるまでは子供の思いのままに表出されていたが、この葛藤と克服を機に、それらは捨てられることになる。
これらの欲求は無意識に捨てられる。つまり無意識に抑圧される。こうして、その頃までは曖昧だった意識と無意識の境界が明白に形成されるようになる。子供はエスから自我を派生分化させて、つまり抑圧によって近親相姦的願望や去勢不安などを無意識に押し込めて、現実的な自我を作る。また同一化した部分と禁止事項が合わさって超自我が作られる。こうして三つの心的構造が作られるのだとジークムント・フロイトは主張している。
フロイトはあらゆる欲動は結局は死の欲動であると論じたが、向井雅明の解説によれば、これは死の欲動の対象となるdas Dingすなわち無が形態を持たないため、母子関係における乳房等がその具体的対象として想定されているのだという。フロイトはエディプス・コンプレックスの脱性化による超自我の形成という現象は、イマヌエル・カントのいう定言命法に通じるものがあると述べていた。

## 女児のエディプスコンプレックス
女児はペニスがないために男児と発展過程が異なる。
女児も男児と同様、最初は母親に愛情を抱き続けている。ただ女児が成長するとともに、同性のクリトリスが小さいのを見たりして、子供の女性にはペニスが無いことを徐々に認識し始める。ただしこの時点ではまだ女児は「大人になったら私もペニスが生えてくるんだ」と信じているのだという。
男児は去勢コンプレックス（父親に去勢されるかもという不安）から母親を手に入れることを諦め、エディプスコンプレックスが崩壊するために、近親相姦の欲望などは放棄されることになる。しかし女児は去勢コンプレックスが生じて、それが契機になって母親から父親への愛情対象の転換が起こるとされている。故に女児はいつまでも父親を愛したままになり、フロイトは女児のエディプスコンプレックスはいつまでも続き、崩壊するきっかけがないと言っている。
そのため、女児には男児のように強力な超自我が生じないと言う結論を主張している（明確な超自我形成にはエディプスコンプレックスが放棄される必要がある）。
フロイトは女児の場合もエディプスコンプレックスという用語を使っていた。男児も女児も同じような葛藤構造が生じるからである。弟子のカール・ユングがエレクトラコンプレックスという用語を提示していたが、フロイト自身はその言葉を採用せず、女児の場合もエディプスコンプレックスと呼んでいた。

## 精神分析への貢献
この理論はヒステリー患者の精神疾患の原因が幼児期の性的虐待にあるという初期の「誘惑理論」における直接的な因果関係の理論を疑うものであったが、実際に存在する性的虐待の報告の反論に用いられているのではないかとの疑惑から後に非常に批判を浴びた。フロイトは初期の精神分析において、このエディプスコンプレックスの現象を性的誘惑説として考えていたが、それは後に放棄された。彼が本格的にエディプスコンプレックスを主張するようになったのは、性的空想説を採用してからである。すなわちこれはあくまでも無意識的な空想ということになっている。
このエディプスコンプレックスにおける葛藤が神経症の原因であると認知してからは、フロイトやその後の弟子は、神経症の原因はエディプスコンプレックスの未解決にあると考えるようになった。フロイト死後の自我心理学においては特にこのコンプレックスの未解決が強調され、去勢不安や近親相姦的願望を、動物恐怖や感情転移によって説明するようになっている。
このコンプレックスの克服が患者の神経症を回復させ、超自我を強化させ、自我の現実適応を図っているという点から、精神病理の治癒理論として重要視されている。現在でもこのコンプレックスは患者の回復過程などで見られたり、臨床における患者の心を把握する一つの見方としてある。

## 研究

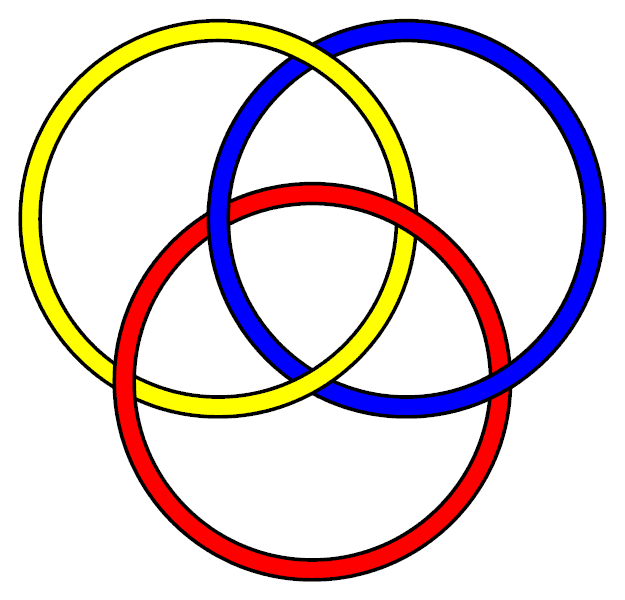
ボロメオの輪

ジャック・ラカンのように神話的構成自体に我慢がならず、エディプスコンプレックスを言語理論として捉えなおそうとした研究者もいる。ラカンは、エディプスコンプレックスとは、当初は母と子と想像的ファルス（φ）の想像的三角形が存在するところに父親が出現し去勢（-φ）が起こり、父、母、子と象徴的ファルス（Φ）の四項からなる構造になることを言うとした。しかし、1972年から1980年までの後期ラカンのセミネールでは、エディプスコンプレックス理論は、現実界・象徴界・想像界の三界がボロメオの結び目のような構造になっていることを指すものになっていった。ラカンは、性的袋小路を生み出す構造的不可能を合理化するために生み出された、虚構としての家庭における抑制に関する記憶は、想像されたものとして片付けられるものではなく、現実界によって保障されたものなのだと論じた。メラニー・クラインは、超自我が抑制しようとしているのは本来は近親姦的欲望に伴う破壊的欲動であって、結果としてリビドー的欲動も抑制されるというに過ぎないのではないかと主張した。また、エディプスコンプレックス理論はエドワード・ウェスターマークの身近な相手に性的欲望を持つことは少ないという「ウェスターマーク効果」の理論とも衝突しうる。フロイト自身はこの主張に対して、自然に近親相姦が防げるというのであればなぜ法律などで規制が行われなければならないのかと『精神分析入門』で疑問を投げかけていた。また、近親者への性的願望論が正しいとしても、実際の事件での近親相姦の事実そのものが幻想になるわけではないと、アンドリュー・ヴァクスは自らの小説『赤毛のストレーガ』の一エピソードとして挙げている。もっとも、フロイト自身も近親者による誘惑は実際には存在しないということを前提にして考えるべきではないと呼びかけてはいた。
人文学でもフロイトの考えは一般的に受け入れられているわけでなく、様々な批判がある。
なお、エディプスコンプレックスの理論は神経症において発見されたものなのだが、分裂症においても似たような事例があり、1924年にソジーの錯覚で両親を別人と認識する事例として報告された、父親への性的欲望と母親に対する敵意を感じる分裂症の女性の事例は、精神病は現実との断絶なのだというフロイトの理論を支持するものとなった。フロイトは近親相姦願望に基づく出来事による心的外傷は遺伝すると考えていた。

## 批判・論争
エディプスコンプレックスには批判も多く、有名なものとしては「それは外向的な人間に限ったもので内向的な人間においてはそれに限らない」というカール・グスタフ・ユングの批判がある。
フロイトはエディプス・コンプレックスの脱性化による超自我の形成という現象は、イマヌエル・カントのいう定言命法に通じるものがあると述べていたが、この理論は父権制社会を前提としたものであるため、ブロニスワフ・マリノフスキの「母権性社会」の話からすると普遍的な話とは考えにくいとの批判がある。ブロニスワフ・マリノフスキは、エディプスコンプレックスはアーリアン語族の言語を用いている社会の家族像を前提にしていると指摘する。ただ、これに関しては当初から批判があり、だからこそ一時はフロイトを支持していたアルフレッド・アドラーもカール・グスタフ・ユングも結局はフロイトから離反している。アドラーはエディプスコンプレックスは一部の人にしか見られないと主張したが、岸見一郎はアドラーは母親よりも父親と仲が良かったのだと論じている。また、フロイトもユングも近親相姦の話を神話的と捉えたが、フロイトは近親相姦ファンタジーの処理がうまくいっていないことが問題を引き起こすと考えた一方で、ユングは近親相姦の話はより普遍的なものであり現実的問題はそれ以外の個人的なものに由来するとしたように問題の本質についての思想の差異も存在した。元型心理学派のパトリシア・ベリィによると、近親相姦は人間にとって元型的な領域への扉を開くものである。一方、フロイトからしてみれば、神話というのは過去に実際にあった事件が歪曲され虚構化されたものであり、だからこそ古代人には実際に近親相姦願望があったのだということを何とかして立証しようとしたのである。フロイトは論文「抑圧」で、狼に対する動物恐怖症の実例について、それは父親に対するリビドー的態度の表象の代替として生まれたものなのではないかと分析した。
実際、日本ではさほど感覚的に合わなかった。近親相姦願望が父性的なものに対する破壊願望に裏付けされているなどという理論に対し批判的だった小此木啓吾は、阿闍世コンプレックスの思想を日本で流布させた。ただ、これに関しては家父長制が強すぎるためエディプスコンプレックスが見えなくなっているという反論や、阿闍世も実際は母親ではなく父王への反抗心だったという指摘もあるため、批判も決して少なくはない。
また、エディプスコンプレックスは父親が強いということが前提であるため、ブロニスワフ・マリノフスキの「母権性社会」の話は、フロイトの考えに対する反証として用いられる。精神分析家のルート・ウォルデックは、フロイトのフリース宛ての書簡を分析し、そもそもフロイト自身が、父親に対する憎悪を持たず、女性に対する恐れの方が大きく、母権制的な関係性を葬るが為に父権的なモノを導き、その内部の関係として父親殺しという身振りをしたのだとしている。
多くの学者が指摘しているが、強い近親相姦的欲望が多くの人にあるとフロイトが主張したのは、フロイト自身が母親との近親相姦的願望と父親への憎悪を自己分析によって発見したという点も見逃せない。
シングルマザーやワーキングマザーが多くなり、父親不在となった現代の社会では、エディプスコンプレックスの存在に懐疑を抱くようになった者も多い。例えば後に自己愛性パーソナリティ障害を研究したハインツ・コフートなどは、正常な人間はむしろエディプスコンプレックスを嬉々として通過すると考えていて、このコンプレックスは精神病理の浅い部分における表現に過ぎないとしている。飽くまでもエディプスコンプレックスは空想によって形成された三者関係の葛藤表現であるとする見方もある。
さらに、エディプスの物語の過程が近親相姦を煽るように「一度引き離す」ようにできていたことからも批判がある。つまりエドワード・ウェスターマークの身近な相手に性的欲望を持つことは少ないというウェスターマーク効果によって近親相姦願望は近くにずっといた場合起こらないというが、これはそれにぴったり合う場合であって、通常はそのような願望は起こらないと論証するためである。
また、ドゥルーズ＝ガタリは『アンチ・オイディプス』（1972年）において、エディプスコンプレックスの想定する近親相姦願望論は「禁止されている、だから望んでいる」という代物であり、ダブル・バインド的で非生産的であり、本質的に生産的なものは「器官なき身体」であると述べている。『アンチ・オイディプス』ではエディプスコンプレックスを含んだ精神分析全体を徹底的に批判している。
1957年の「近親相姦に関する研究」で実際に日本の母と息子の近親相姦の事例を調査した久保摂二は、母と息子の近親相姦はエディプスコンプレックスによって起こるという見解を否定した。
1980年代にはアメリカで記憶論争が相次いだ。両親に性的被害を受けた記憶があるという患者がいたのだが、抑圧された記憶の中にそのような記憶があったといった訴えが中心であったため、フロイトの無意識の理論に忠実に従ったセラピストの誘導によるもので、実際の記憶ではないのではないかと批判された。この際問題になったのは初期の「誘惑理論」なのだが、フロイトが家族主義的だからということが批判の温床になった側面もあり、実際の事件では家族に精神の不調の原因を求める考え方は危険視されたこともある。